# 파주시의 마천루 목록
대한민국 경기도 파주시의 마천루 목록이다. 대한민국의 「초고층 및 지하연계 복합건축물 재난관리에 관한 특별법」에 따르면 '초고층 건축물' 이란 층수가 50층 이상 또는 높이가 200m 이상인 건축물을 말한다.

## 마천루 순위
본 목록은 완공되었거나, 상량식을 끝낸 마천루이다.
| 순위 | 이름                    | 사진 | 위치   | 높이 | 층수 | 완공 연도 | 비고                                  |
| ---- | ----------------------- | ---- | ------ | ---- | ---- | --------- | ------------------------------------- |
| 1    | 파크뷰 테라스           |      | 운정동 | 93m  | 20층 | 2021년    | 현재 파주시에서 가장 높은 마천루이다. |
| 2=   | 롯데캐슬 운정호수 708동 |      | 운정동 | 92m  | 30층 | 2014년    | [ 2 ]                                 |
| 2=   | 롯데캐슬 운정호수 709동 |      | 운정동 | 92m  | 30층 | 2014년    | [ 3 ]                                 |
| 2=   | 롯데캐슬 운정호수 710동 |      | 운정동 | 92m  | 30층 | 2014년    | [ 4 ]                                 |
| 2=   | 롯데캐슬 운정호수 711동 |      | 운정동 | 92m  | 30층 | 2014년    | [ 5 ]                                 |
| 2=   | 롯데캐슬 운정호수 712동 |      | 운정동 | 92m  | 30층 | 2014년    | [ 6 ]                                 |
| 2=   | 롯데캐슬 운정호수 713동 |      | 운정동 | 92m  | 30층 | 2014년    | [ 7 ]                                 |
| 8=   | 삼부 르네상스 506동     |      | 목동동 | 91m  | 32층 | 2010년    | [ 8 ]                                 |
| 8=   | 삼부 르네상스 507동     |      | 목동동 | 91m  | 32층 | 2010년    | [ 9 ]                                 |
| 10   | 천년가 골든뷰           |      | 금촌동 | 90m  | 26층 | 2021년    | [ 10 ]                                |

## 미완공 마천루

### 공사중인 마천루
이 목록은 현재 경기도 파주시에서 공사가 진행중인 마천루이다.
| 이름                     | 상태   | 위치   | 높이 | 층수 | 완공 예정  | 비고                                         |
| ------------------------ | ------ | ------ | ---- | ---- | ---------- | -------------------------------------------- |
| 힐스테이트 더 운정 103동 | 공사중 | 와동동 | 172m | 49층 | 2025년 8월 | 완공되면 파주시에서 가장 높은 마천루가 된다. |
| 힐스테이트 더 운정 104동 | 공사중 | 와동동 | 172m | 49층 | 2025년 8월 | 완공되면 파주시에서 가장 높은 마천루가 된다. |
| 힐스테이트 더 운정 105동 | 공사중 | 와동동 | 172m | 49층 | 2025년 8월 | 완공되면 파주시에서 가장 높은 마천루가 된다. |
| 힐스테이트 더 운정 106동 | 공사중 | 와동동 | 172m | 49층 | 2025년 8월 | 완공되면 파주시에서 가장 높은 마천루가 된다. |
| 힐스테이트 더 운정 107동 | 공사중 | 와동동 | 172m | 49층 | 2025년 8월 | 완공되면 파주시에서 가장 높은 마천루가 된다. |
| 힐스테이트 더 운정 108동 | 공사중 | 와동동 | 172m | 49층 | 2025년 8월 | 완공되면 파주시에서 가장 높은 마천루가 된다. |
| 힐스테이트 더 운정 109동 | 공사중 | 와동동 | 172m | 49층 | 2025년 8월 | 완공되면 파주시에서 가장 높은 마천루가 된다. |
| 힐스테이트 더 운정 110동 | 공사중 | 와동동 | 172m | 49층 | 2025년 8월 | 완공되면 파주시에서 가장 높은 마천루가 된다. |
| 힐스테이트 더 운정 112동 | 공사중 | 와동동 | 172m | 49층 | 2025년 8월 | 완공되면 파주시에서 가장 높은 마천루가 된다. |
| 힐스테이트 더 운정 113동 | 공사중 | 와동동 | 172m | 49층 | 2025년 8월 | 완공되면 파주시에서 가장 높은 마천루가 된다. |
| 힐스테이트 더 운정 102동 | 공사중 | 와동동 | 165m | 44층 | 2025년 8월 | [ 21 ]                                       |
| 힐스테이트 더 운정 101동 | 공사중 | 와동동 | 160m | 41층 | 2025년 8월 | [ 22 ]                                       |

## 같이 보기
- 파주시
- 마천루 목록
- 아시아의 마천루 목록
- 대한민국의 마천루 목록